# Institutionelle Diskriminierung
Als Institutionelle Diskriminierung werden in der politischen Theorie gesellschaftliche Phänomene bezeichnet, denen zugleich diskriminierender und institutioneller Charakter zugeschrieben wird. Sie wird verstanden als Ergebnis von organisatorischem Handeln in einem Netzwerk gesellschaftlicher Institutionen.
Die institutionelle Diskriminierung ist von anderen Formen der Diskriminierung – etwa der individuellen und der strukturellen Diskriminierung – zu unterscheiden.

## Definition und Abgrenzung zu anderen Ebenen der Diskriminierung
Die Abgrenzung von institutioneller und struktureller Diskriminierung ist in der Literatur uneinheitlich. Einige Autoren fassen indirekte Formen der Diskriminierung als strukturell auf. Institutionelle Diskriminierung beschreibt nach Gomolla die Benachteiligung und Ausgrenzung auf der Ebene von Organisationen, strukturelle Diskriminierung hingegen auf Ebene gesamtgesellschaftlicher Strukturen. Der Grundgedanke für institutionelle Diskriminierung liege darin, dass ihre Mechanismen auch unabhängig von individuellem Handeln oder bewussten negativen Absichten wirksam sein können: Die institutionelle Diskriminierung ist nicht primär die Summe der diskriminierenden Handlungen von Individuen, die die Institution vertreten. Der potentielle Ort institutioneller Diskriminierung wird einerseits in den formalen Rechten, den organisatorischen Strukturen und Programmen (direkte institutionelle Diskriminierung), andererseits auch in den "Grauzonen des organisationalen Handelns" und den ungeschriebenen Regeln und Routinen von Institutionen (indirekte institutionelle Diskriminierung) ausgemacht. Sie ist daher nicht immer direkt zu beobachten. Diese Mechanismen wirken eher indirekt bzw. subtil und werden von den Personen – auch von den Betroffenen – oft nicht oder erst verspätet wahrgenommen, zum Beispiel weil sie für selbstverständlich gehalten werden. Gomolla verweist jedoch auch darauf, dass strukturelle und institutionelle Diskriminierung in der Praxis oft miteinander in Verbindung stehen, sowie das institutionelle Diskriminierung nicht per se für die diskriminierend handelnden Personen unbeabsichtigt und unsichtbar sind.
Eine ausschließliche Fokussierung auf institutionelle Diskriminierung berherberge laut Gomolla die Gefahr, dass komplexe gesamtstrukturelle aber auch individuelle Elemente der Diskriminierung als Erklärungen vernachlässigt würden. Die Adressierung von Diskriminierung würde nur auf Ebene einzelner Organisationen delegiert und Überschneidungen zwischen Sektoren, aber auch die persönliche Verantwortung ignoriert.

## Begriffsgeschichte: institutioneller Rassismus
Historisch geht der Begriff der institutionellen Diskriminierung auf die Diskussion zum institutionellen Rassismus in den USA und in Großbritannien zurück.
Der Begriff wurde erstmals von Stokely Carmichael und Charles Hamilton 1967 eingeführt. Den Black-Power-Aktivisten ging es darum zu beschreiben, wie die Interessen und Einstellungen der ‚weißen’ Mehrheit in den Institutionen inkorporiert sei. Sie zeigten unter anderem, dass die damalige erhöhte Säuglingssterblichkeit bei Schwarzen in einer Verkettung aus struktureller Armut, Ernährungsmängeln, unzureichender medizinischer Versorgung und der Entstehung von ethnisch segregierten Ghettos begründet ist.

### Der Begriff im Macpherson-Report
Da Rassismus eine Form von Diskriminierung ist, können die Debatten um institutionellen Rassismus im Rahmen des Macpherson-Reports auch hilfreich für eine Neudefinition institutioneller Diskriminierung sein. Anlass des Reportes, der als The Stephen-Lawrence-Inquiry (Macpherson 1999) veröffentlicht wurde, war die Ermordung von Stephen Lawrence, einem ‚schwarzen‘ jungen Mann, in London durch mehrere ‚weiße‘ junge Männer an einer Bushaltestelle. Die Täter wurden nicht gefasst und es gab massive Proteste gegen die nachlässigen Ermittlungstätigkeiten der britischen Polizei. Vom Parlament wurde eine Untersuchung der Ermittlungstätigkeiten angeordnet und im Februar 1999 wurde der Macpherson-Report dem Parlament vorgelegt.
Im Macpherson-Report wird institutioneller Rassismus definiert als das „kollektive Versagen einer Organisation, angemessene und professionelle Dienstleistungen für Personen wegen ihrer Hautfarbe, Kultur oder ethnischen Herkunft anzubieten. Dies kann in Entwicklungen gesehen oder festgestellt werden. Abwertende Einstellungen und Handlungsweisen tragen zur Diskriminierung und der Benachteiligung Angehöriger ethnischer Minderheiten bei. Dies erfolgt unwissentlich durch Vorurteile, Ignoranz, Gedankenlosigkeit und rassistische Stereotypisierungen.“ Beachtenswert an dieser Definition ist, dass nicht nur offen diskriminierende/rassistische Handlungen als solche benannt werden, sondern das gemeinschaftliche Handeln von Institutionsmitarbeitenden gegenüber ethnischen Minderheiten in das Zentrum der Aufmerksamkeit gerückt wird. Gibt es generell benachteiligende und unprofessionelle Handlungspraxen gegenüber Minderheitenangehörigen, handelt es sich nach dieser Definition um institutionellen Rassismus. In einigen Punkten ist Macphersons Definition ergänzungsbedürftig: Diskriminierungen können nicht nur unbeabsichtigt und unbewusst, sondern auch durch bewusste, wissentliche Ausgrenzungen, Vorurteile und Ignoranz erfolgen. Das kollektive Versagen erfolgt nicht wegen der ‚Hautfarbe‘, ‚Kultur‘ oder ‚ethnischen Herkunft‘, sondern aufgrund der Konstruktion und Abwertung von Gruppen und die damit verbundenen Handlungen.

### Begriffsgeschichte in Deutschland
Laut Mechthild Gomolla wurde die Auseinandersetzung mit – vor allem rassistisch motivierter – Diskriminierung sowohl in der Bundesrepublik als auch in der DDR zunächst lange Zeit tabuisiert und wurde erst um 1990 diskutiert, als man versuchte Erklärungen aus dem angloamerikanischen Kontext zu übertragen. Der Schwerpunkt der Debatte lag auf der Zunahme von fremdenfeindlichen Übergriffen gegen Ausländer, dem Gewinn an politischem Einfluss von rechtsradikalen Parteien, Restriktionen im Asylrecht sowie dem augenscheinlichen Bildungsgefälle entlang ethnischer Trennlinien. In den späten 2000er Jahren etablierte sich die bewusste Auseinandersetzung mit institutioneller Diskriminierung, u. a. durch die Verabschiedung des Gleichbehandlungsgesetzes sowie der lauter werdenden Forderung nach Interkultureller Öffnung von Institutionen.

### Ergänzungen zum Begriff nach Claus Melter
Nicht nur das Nicht-Beachten der ‚Hautfarbe‘ kann das Ziel von Antidiskriminierung sein, sondern eine Veränderung der Einteilungsmuster, Zuschreibungen und Wertungen, die auf bestimmte Hautfarben und Physiognomien zielen, und der damit verbundenen Ausgrenzungshandlungen und -mechanismen. Außerdem können Diskriminierungen nicht nur durch das unprofessionelle Handeln von Mitarbeitenden erfolgen, sondern auch durch die professionelle Umsetzung von diskriminierenden Gesetzen, Erlassen, Verordnungen und (Zugangs-)Regeln. Unklar bleibt auch, unter welchen Kriterien von Institutionenmitarbeitenden mehrfach ausgeübte ausgrenzende Handlungen gegenüber „ethnisierten“ oder „rassialisierten“ Personen als kollektiv zu bezeichnen sind.
Unter diesen Gesichtspunkten schlägt Claus Melter eine neue Definition von institutionellem Rassismus vor:
„Institutioneller Rassismus in Deutschland ist von Institutionen/Organisationen (durch Gesetze, Erlasse, Verordnungen und Zugangsregeln sowie Arbeitsweisen, Verfahrensregelungen und Prozessabläufe) oder durch systematisch von Mitarbeitern der Institutionen/Organisationen ausgeübtes oder zugelassenes ausgrenzendes, benachteiligendes oder unangemessenes und somit unprofessionelles Handeln gegenbüer ethnisierten, rassialisierten, kulturalisierten Personen oder Angehörigen religiöser Gruppen sowie gegenüber so definierten ‚Nicht-Deutschen‘ oder Nicht-Christen.“

## Beispiele
Institutionelle Diskriminierung kann etwa im Bildungs- und Ausbildungssektor, dem Arbeitsmarkt, der Wohnungs- und Stadtentwicklungspolitik, dem Gesundheitswesen und der Polizei stattfinden. Gomolla ordnet die „Ausnahme von Kindern mit unklarem rechtlichen Aufenthaltsstatus von der Schulpflicht in den Bildungsgesetzen einiger deutscher Bundesländer“ in den Bereich institutioneller Diskriminierung ein, ebenso wie die sublime, systematische "Wegsteuerung" von Minderheiten auf dem Wohnungsmarkt oder die Benachteiligung bei der Vergabe von Krediten aufgrund der Wohnlage als indirekte Form institutioneller Diskriminierung. Mehrere empirische Studien kommen zu dem Ergebnis, dass insbesondere im Bildungssystem und am Wohnungsmarkt eine Diskriminierung aufgrund des Namens stattfindet.
Bei der frühen Aufteilung im deutschen Schulsystem spricht Lisa Britz von institutioneller Diskriminierung. Dieser Begriff erkläre beispielsweise das schlechtere Abschneiden von Schülern aus Migrationsfamilien nicht als absichtliche Benachteiligung durch das Lehrpersonal. Vielmehr werde damit umschrieben, dass die Schule als Organisation die Möglichkeit habe, ihre Schüler entlang des Kriteriums „ethnische Zugehörigkeit“ zu unterscheiden. Aufgrund der mehrgliedrigen Struktur des Bildungssystems würden den Lehrpersonen Entscheidungen nahegelegt, die objektiv diskriminierend wirken, obwohl sie von guten Absichten getragen werden.
Ein staatlicher Zwang (bis 2013 in Deutschland), in Geburtsdokumenten das Geschlecht als männlich oder weiblich festzulegen, diskriminiert die Minderheit der Intersexuellen – mit oft ernsten Folgen.
Die Beschränkung mancher kirchlichen Ämter auf bestimmte Personengruppen (etwa nur Männer, gar nur unverheiratete) kann als Diskriminierung aufgefasst werden, je nach Einschätzung der Schlüssigkeit angegebener Begründungen für solche Auswahl.

## Ökonomische Diskriminierung
Ein wesentlicher Bestandteil der institutionellen Diskriminierung ist die Ökonomische Diskriminierung. Individuen gelten dann als ökonomisch diskriminiert, "wenn sie bei wirtschaftlichen Transaktionen mit Gegenleistungen konfrontiert werden, welche sich an persönlichen Merkmalen bemessen, die nicht in direktem Zusammenhang mit der Leistung stehen". Eine Ökonomische Diskriminierung findet insbesondere auf dem Arbeitsmarkt, dem Kreditmarkt, dem Versicherungsmarkt und dem Wohnungsmarkt statt und äußert sich häufig in eine Lohn- und Einkommensdiskriminierung.

## Bedeutung von Intersektionen
Institutionelle Diskriminierung bedeutet im einfachsten Fall eine Benachteiligung im institutionellen Kontext, aufgrund eines bestimmten Merkmals. Wenn dieses eine Merkmal jedoch mit weiteren Merkmalen des Merkmalsträgers zusammenwirkt, kann das zum Aufeinandertreffen mit anderen Arten von Diskriminierung führen. Die daraus resultierende Schnittmenge bildet dann eine neue, unter Umständen eher ungewöhnliche Diskriminierungsform. Solche Überschneidungen verschiedenartiger Diskriminierungen bezeichnet man als Intersektionen. Aus ihnen können eigenartige Dynamiken hervorgehen, was die Erfassung von Diskriminierung sowie die Abgrenzung ihrer verschiedenen Formen erschwert.
So stellte die Soziologin Cátia Candeias beispielsweise heraus, dass die ethnische Diskriminierung, die sie im Rahmen ihrer Untersuchung erfasste und zunächst als vorwiegend institutionell bedingt betrachtete, in Abhängigkeit vom Geschlecht unterschiedliche Formen annahm. Das Zusammenwirken der Merkmale ethnische Herkunft und Geschlecht ruft zugleich ethnische und sexistische Diskriminierungseffekte hervor, wobei ethnische Diskriminierung als institutionell bedingt und sexuelle Diskriminierung als interpersonelles Phänomen begriffen wird. Solche Überschneidungen verschiedenartiger Diskriminierungsformen (Intersektionalität) erklären Candeias Befunde: Grundsätzlich erfahren beide Geschlechter beide Diskriminierungsformen – allerdings in unterschiedlicher Intensität. Die Diskriminierung, die die Frauen erfahren, sind bei starken sexistischen Einflüssen eher interpersoneller Natur. Die sexistischen Einflüsse setzen sich also gegenüber den Effekten der ethnischen Diskriminierung durch. Männer leiden hingegen kaum unter Sexismus, weshalb die Intersektionalität zu vernachlässigen ist. Zu erwarten ist dann ein nahezu unverändertes Bild, einer hauptsächlich institutionellen Diskriminierung.

## Rolle des Staates
In vielen Ländern gilt der Schutz vor ungerechtfertigter Diskriminierung als wichtige Aufgabe des Staates. Gesetze sollen helfen, solche Diskriminierungen zu verhindern.
Europarechtliche Vorgaben sollen vor allem im Bereich des Arbeitsrechts weitgehenden Schutz vor Diskriminierung gewährleisten. Dies betrifft etwa Benachteiligungen aufgrund des Geschlechts und der Behinderung. Die Bundesrepublik Deutschland hat die Mindestanforderungen, die aus diesen Bestimmungen erwachsen, durch das Allgemeine Gleichbehandlungsgesetz (AGG) in geltendes deutsches Recht integriert.
Andererseits wurde und wird in zahlreichen Staaten eine systematische Benachteiligung von Bevölkerungsgruppen staatlich organisiert und mittels der Gesetzgebung festgeschrieben. In diesem Falle erhofft sich eine Gesellschaftsgruppe Vorteile von einer solchen Diskriminierung, oder sie nimmt die Nachteile für die Minderheiten billigend in Kauf.
Die Diskriminierung kann aktiv geschehen, z. B.:
- Rassengesetze im Dritten Reich;
- Apartheid in Südafrika;
- Rassentrennung in den Südstaaten der USA.;
- verschiedene Rechte für Juden und Nichtjuden (darunter arabische Israelis) in Israel;[16]
- andere Länder mit Staatsreligion.

## Forschungsmethoden

### Residualmethode
Eine übliche und auch juristisch anerkannte Methode der Diskriminierungsmessung ist die Residualmethode, auch bekannt als Methode der Komponentenzerlegung. Mit der Residualmethode werden diskriminierende von nicht-diskriminierenden Ursachen von Ungleichheit unterschieden. So wird nicht einfach nur der Verdienstunterschied zwischen Männern und Frauen (Gender-Pay-Gap) betrachtet, sondern in Beziehung gesetzt mit der Ausbildung. Das heißt, der Verdienstunterschied, der mit einer unterschiedlichen Ausstattung mit Humankapital begründbar ist, wird von dem gesamten Verdienstunterschied "abgezogen". Dieser nicht-begründbare Rest ist das Residuum, welches Diskriminierung darstellt. Eine Kritik an dieser Methode setzt daran an, dass bereits die begründbare Ungleichbehandlung auf Diskriminierung beruht, in diesem Beispiel also die geschlechtsspezifisch unterschiedliche Erlangung von Humankapital auf Diskriminierung beruhen könne. Mit der Residualmethode kann also nur ein Mindestmaß an Diskriminierung gemessen werden.

### Institutionelle Ethnographie
Dorothy Smith versucht mit dem Ansatz der „institutionellen Ethnographie“ geschlechtsspezifische Diskriminierung zu analysieren.